# 五十町インターチェンジ
五十町インターチェンジ（ごじっちょうインターチェンジ）は、宮崎県都城市五十町にある都城志布志道路（都城道路・都城東環状線）のインターチェンジである。

## 接続する道路
- 国道10号

## 歴史
- 2011年（平成23年）4月19日 : 五十町IC - 梅北IC間開通に伴い供用開始[3]。
- 2012年（平成24年）3月24日 : 平塚IC - 五十町IC間開通[4]。
- 2016年（平成28年）9月19日 : 平成28年台風第16号による大雨の影響により隣接する畑で大規模な陥没が発生。志布志方面オフランプが一時封鎖された[5][6][7]。

## 周辺
- ナカムラ自動車学校

## 隣
都城志布志道路（都城道路・都城東環状線）
平塚IC - 五十町IC - 今町IC